# Mokłuczka
Mokłuczka – część wsi Błażowa Dolna w Polsce, położona w województwie podkarpackim, w powiecie rzeszowskim, w gminie Błażowa.
Należy do sołectwa gminy Błażowa, pod nazwą Błażowa Dolna-Mokłuczka.
Do końca 1969 w granicach miasta Błażowa. 1 stycznia 1970 wyłączona z Błażowej i włączona do gromady Błażowa.
W latach 1975–1998 Mokłuczka administracyjnie należała do województwa rzeszowskiego.